# Дорожный канюк
Дорожный канюк (лат. Rupornis magnirostris) — вид хищных птиц семейства ястребиных. Единственный представитель рода Rupornis. Выделяют 12 подвидов.

## Внешний вид
По окраске дорожный канюк напоминает самца ястреба-перепелятника: верх серый, низ светлый с рыжими полосами. 

## Распространение
Населяет открытые пространства и редколесья в тропической и субтропической зонах Центральной и Южной Америки.

## Образ жизни
Крупных насекомых и позвоночных животных высматривает с высоты, а затем пикирует на добычу. Часто охотится на молодых игуан. Огромное гнездо из веток располагает на верхушках деревьев.